# M. Emmet Walsh
Michael Emmet Walsh (ur. 22 marca 1935 w Ogdensburgu, zm. 19 marca 2024 w St. Albans) – amerykański aktor. Zdobywca nagrody Independent Spirit.

## Życiorys
Wychowywał się w Swanton w stanie Vermont. W wieku 3 lat po operacji stracił słuch w lewym uchu. W 1958 ukończył studia z administracji biznesu na Uniwersytecie Clarkson, potem podjął studia w nowojorskiej American Academy of Dramatic Arts, które ukończył w 1961. Zadebiutował na Broadwayu w 1969 (razem z Alem Pacino). Jego debiut filmowy to Alice's Restaurant (1969). Został jednym z bardziej rozpoznawalnych aktorów drugoplanowych. W swej karierze wystąpił w 119 filmach fabularnych i ponad 250 produkcjach telewizyjnych.

## Wybrana filmografia
- Alice's Restaurant (1969)
- Nocny kowboj (1969)
- Mały Wielki Człowiek (1970)
- No i co, doktorku? (1972)
- Serpico (1973)
- The Gambler (1974)
- By nie pełzać na kolanach (1976)
- Na lodzie (1977)
- Port lotniczy ’77 (1977)
- Zwolnienie warunkowe (1978)
- The Jerk (1979)
- Więzień Brubaker (1980)
- Zwyczajni ludzie (1980)
- Czerwoni (1981)
- Łowca androidów (1982)
- Silkwood (1983)
- Śmiertelnie proste (1984)
- Fletch (1985)
- Powrót do szkoły (1986)
- Critters (1986)
- Arizona Junior (1987)
- Clean and Sober (1988)
- Narrow Margin (1990)
- Killer Image (1992)
- Czas zabijania (1996)
- Romeo i Julia (1996)
- Stalowy gigant (1999)
- Śnieżne psy (2002)
- Święta last minute (2004)
- Kalwaria (2014)
- Na noże (film) (2019)

## Nagrody i wyróżnienia
- Independent Spirit Award (1986) za rolę w filmie Śmiertelnie proste[2]
- Character Actor Hall of Fame (2018, za rolę w filmie Łowca androidów)[3]
- Chairman's Lifetime Achievement Award (2018)[3]